# Projector Infantry Anti Tank
Pour les articles homonymes, voir Piat (homonymie).
Le Projector Infantry Anti Tank (abrégé PIAT) est une arme portative anti-tank britannique de la Seconde Guerre mondiale. Il s'agit en pratique d'un lanceur à spigot. Cette arme très désagréable d'emploi est l'arme anti-char en dotation des troupes britanniques à partir du 30 avril 1943, date où la division d'infanterie britannique connaît une réorganisation, et remplace le fusil antichar Boys. Il fut utilisé jusqu'aux années 1970 par les forces armées indiennes.

## Développement
Au début de la Seconde Guerre mondiale, l’infanterie britannique ne dispose pour lutter contre les blindés que du fusil antichar Boys. Celui-ci est alors déjà largement dépassé et ne peut guère être utilisé que contre des blindés légers. Les échelons supérieurs disposent du canon antichar de 2-pdr, mais celui est également d’une puissance limitée et surtout la majeure partie de ce matériel est perdue lors de la défaite du corps expéditionnaire britannique pendant la bataille de France. Dans la perspective d’une invasion imminente des Îles britanniques, diverses armes antichars plus ou moins improvisées sont développées en urgence pendant cette période.
C’est dans ce contexte que reviennent sur le devant de la scène les travaux du lieutenant-colonel Stewart Blacker sur les mortiers à ergot, concept que l’Ordnance Board avait rejeté l’année précédente, le jugeant trop compliqué par rapport aux mortiers classiques. Un premier mortier antichar à ergot, la Blacker Bombard, entre en service dans la Home Guard en octobre 1941, mais sa masse considérable limite son utilisation à un usage défensif à partir de positions fixes ou semi-fixes. Blacker commence dès septembre 1940 à travailler sur une version portable, mais les progrès sont lents. En parallèle, le lieutenant-colonel Millis Jefferis travaille avec le MD1 et Imperial Chemical Industries (ICI) sur son propre prototype, qui utilise notamment un projectile à charge creuse plus performant.
Les deux prototypes sont testés en février 1942 à Bisley Camp. À l’issue des essais, il est décidé de créer un nouveau modèle à partir des meilleurs éléments des deux prototypes. Le développement est confié à ICI avec comme objectif une entrée en production en août 1942 au plus tard. Quatre prototypes se suivent encore avant que le modèle soit accepté le 19 mai 1942 sous le numéro du War Office D.D.(E)3247 et la désignation Projector, Infantry, Anti-Tank Mk I.

## Production
La préparation de la mise en production débute en avril 1942. Avant de pouvoir la débuter, il faut en effet encore passer du prototype au modèle de production, préparer les installations, l’outillage et les étalons. L’ICI supervise la production, qui est répartie entre sept sous-traitants situés en Grande Bretagne, la production aux États-Unis, un temps envisagée, n’étant finalement pas retenue. Le coût total de la production de cent mille PIAT et d’un million de projectiles pour ceux-ci est estimé à 200 000 £ de 1942 (environ 9,2 m£ de 2020).
Les installations de l’ICI sont bombardées à plusieurs reprises en juillet, retardant la mise en production. Le premier lot de trente-cinq unités sort d’usine le 26 août et la barre des mille exemplaires livrés est atteinte dès le mois de novembre.

## Histoire opérationnelle
Le PIAT est utilisé au combat pour la première fois à la fin de la campagne de Tunisie, entre mars et avril 1943, bien qu’il ne semble pas avoir permis la destruction de blindés allemands. La première destruction connue d’un véhicule, un camion, par un PIAT date du 14 juillet 1943 pendant l’opération Fustian. Toutefois de nombreux rapports font état dans le même temps de bombes qui n’explosent pas à l’impact en raison du manque de sensibilité de la fusée. Pendant la campagne d’Italie, le PIAT est également utilisé contre des positions fortifiées et devient un outil important dans les combats de rue en permettant d’ouvrir des brèches dans les murs des maisons. Le faible nombre d’exemplaires disponible reste toutefois longtemps un problème, d’autant que l’arme est également distribuée à l’ensemble des troupes du Commonwealth.
Le premier blindé allemand détruit lors du débarquement de Normandie semble avoir été l’œuvre d’un PIAT de la compagnie D du 2nd bataillon du Oxfordshire and Buckinghamshire Light Infantry tenant Pegasus Bridge. Une vedette allemande est touchée un peu plus tard au même endroit, première destruction connue d’un bateau par un PIAT. Sur les plages même, le PIAT est utilisé avec efficacité contre les positions fortifiées par les Britanniques et les Canadiens, ainsi que par les Français du commando Kieffer, bien que les plus solidement construites, comme le casino Riva Bella, résistent à l’arme. Le 8 juin le 1er bataillon du Regina Rifles Regiment détruit pour la première fois un char Panther à l’aide d’un PIAT.

## Caractéristiques

### Dispositions générales
Le PIAT prend la forme d’un long tube contenant le mécanisme et dans lequel le projectile est inséré à l’avant. À l’arrière se trouve une plaque rembourrée permettant d’atténuer l’impact du recul sur l’épaule du tireur, la partie arrière du tube étant également entourée de tissu pour rendre la visée plus confortable. Sur le dessous du tube se trouve une poignée et la queue de détente, celle-ci étant protégée par un grand pontet. Les organes de visée, deux languettes pliantes, se trouvent sur le dessus du tube. L’arme est protégée de la corrosion par phosphatation et par trois couches de peinture.
Au total, l’arme pèse un peu moins de 16 kg (34,5 lb et mesure un peu moins d’un mètre de long (39 in.

### Mécanisme
Le PIAT repose sur le principe du mortier à ergot. Lorsque l’opérateur presse la queue de détente, le ressort contenu dans le tube se détend et insère à grande vitesse l’ergot dans l’arrière de la bombe. L’ergot assure alors à la fois le guidage et la mise à feu de la charge propulsive contenue dans la bombe, qui est propulsée à environ 81 m/s (265 fts/s). Le recul généré est atténué par le ressort, la poussée servant à le réarmer.

### Munitions
Le PIAT sert essentiellement à tirer des bombes antichar. Différents modèles ont été produits, mais tous partagent des caractéristiques communes. Le cœur de la bombe contient une charge creuse composée d’un cône d’acier et d’explosif Nobel 808 ou d’un mélange de TNT et de RDX. À l’arrière se trouve un long tube s’achevant par un stabilisateur annulaire. Il contient la cartouche propulsive et l’ergot de l’arme s’y emboîte pour guider la bombe lorsqu’elle quitte le tube. À l’avant, la fusée percutante se trouve à l’extrémité d’un cône afin de permettre le déclenchement de la charge à la bonne distance.
Cinq versions de la bombe ont été produites, numérotées Mk I, IA, II, III et IV. Ces versions successives ont pour but de corriger un certain nombre de défauts et de faciliter la production. L’une des principales modifications concerne la fusée. Celle du modèle d’origine est volontairement peu sensible afin d’éviter les accidents, mais avec l’inconvénient qu’elle ne se déclenche parfois pas si la bombe ne touche pas de face une surface plane. Un autre modèle plus sensible est introduit par la suite, la sécurité étant assurée par un système d’armement différé, la fusée ne devenant active qu’après que la bombe ait été tirée. L’autre changement majeur concerne l’agencement de la charge propulsive, qui s’est révélée être dangereuse pour les opérateurs. En effet, il est apparu que lors de l’explosion de la bombe, des fragments métalliques pouvaient être projetés en arrière à grande vitesse et guidés par le tube contenant la charge propulsive, revenir droit sur le tireur.
Plusieurs essais ont été faits pour produire d’autres types de bombes contenant du gaz ou du phosphore blanc, ainsi qu’un projectile explosif à usage antipersonnel, mais aucune de ces tentative n’a débouchée sur une mise en production.